# K2 이케부쿠로서 형사 칸자키 · 쿠로키
《K2 이케부쿠로서 형사 칸자키 · 쿠로키》(일본어: Ｋ２　池袋署刑事課　神崎・黒木(K2 いけぶくろしょかえいじかかんざき・くろき) K2 이케부쿠로쇼 케이지카 칸자키・쿠로키[*])은 요코세키 다이가 쓴 소설이며 2019년 3월 15일에 고단샤문고가 문고판 형식으로 발간하였다. 이케부쿠로에서 발생하는 여러 가지 사건을 성격도 다르고 가치관도 다른 이복형제가 해결해가는 미스테리 형사소설
2020년 9월 11일부터 TBS에서 《아슬아슬한 두 사람 -K2- 이케부쿠로서 형사 칸자키 · 쿠로키》란 타이틀로 방송

## 개요
이케부쿠로가 큰일이다. 원숭이가 도망가고 경찰관이 사람을 패고 다른 여자와 바람필 것 같으면 죽임을 당한다.
수수께끼가 수수께끼를 부르는 사건현장에는 항상 칸자키와 쿠로키가 있다.
페이지를 넘길 때마다 떠오르는 흥분과 감동
최종화에서 칸자키는 궁극의 선택에 직면하게 된다.
지킬 것인가? 버릴 것인가? 쿠로키가 파트너에게까지 비밀로 한 진실이란....

## 등장인물
칸자키 류이치
이케부쿠로 경찰서 형사과 소속
인정파 형사로 정직만이 정의다라는 가치관을 가지고 형사업무에 임하고 있음.
형사였던 아버지를 동경해 아버지같은 강한 정의감을 가진 형사가 되고 싶어함.
사람의 악한 부분보다 선한 부분을 더욱 믿고 싶어하는 성격이 사건 해결의 무기가 됨.
쿠로키 켄지
이케부쿠로 경찰서 형사과 소속
룰따윈 무시하고 사건해결을 위해서는 어떤 수단이든 사용하는 형사.
직감과 통찰력을 신용하며 이케부쿠로서 검거율 No.1 의 에이스.
칸자키와는 다르게 사람을 의심하라는 가치관을 가지고 사건해결에 임함.

## 출판 정보
- 문고본：2019년 3월 15일 발매, 고단샤 문고

## TV 드라마
《아슬아슬한 두 사람 -K2- 이케부쿠로서 형사 칸자키 · 쿠로키》의 제목으로, 2020년에 드라마스페셜로 TBS에서 방송. 야마다 료스케와 다나카 케이의 더블주연이며 무대는 원작과 동일하게 이케부쿠로이다. 다만 주인공의 이복형제 설정을 넣는 등 여러모로 원작과 다른 부분이 많다.
캐치프레이즈 : 서로 도우니까, 사람인 거잖아

### 출연진
칸자키 류이지 (神崎隆一, 26세)
배우 - 야마다 료스케 (유년기 : 타카키 하루)
주인공. 경시청 이케부쿠로서 형사과 강행범계 형사. 쿠로키 켄지의 이복형제.
쿠로키 켄지 (黒木賢司, 35세)
배우 - 다나카 케이 (소년기 ： 코바야시 키카)
또 하나의 주인공. 경시청 이케부쿠로서 형사과 강행범계 형사. 칸자키 류이치의 이복형제.
우지하라 아야노(氏原彩乃, 17세)
배우 - 세키미즈 나기사
히로인. 걸스바 돌핀의 점원.
모로호시 이치로 (諸星一朗, 24세)
배우 - 제시(SixTONES)
경시청 이케부쿠로서 형사과 강행범계 젊은 형사. 파출소 근무에서 형사과로 막 전근 온 신참.
이시타테 미소라 (石館美空, 24세)
배우 - 오쿠야마 카즈사
경시청 이케부쿠로서 형사과 강행범계 일원.
키무라 토모코 (木村ともこ, 40세)
배우 - 에구치 노리코
경시청 이케부쿠로서 형사과 강행범계 형사.
스에나가 코이치(末長光一, 50세)
배우 - 야시마 노리토
경시청 이케부쿠로서 형사과 강행범계 총괄계장.
사와노보리 테츠야(澤登哲也)
배우 - 록카쿠 세이지
경시청 이케부쿠로서 부서장. 칸자키 켄조의 전 부하. 경시청내에서 유일하게 칸자키와 쿠로키의 비밀을 알고 있음.
노지마 요시아키(野島義明)
배우 - 나카바야시 타이키
경시청 형사부 수사1과의 관리관.
칸자키 켄조(神崎賢造, 61세)
배우 - 시이나 킷페이
칸자키와 쿠로키의 아버지. 원래 형사였지만 현재는 소바가게 "아버지의 소바"를 운영중.
이하라(井原)
배우 - 타카하시 츠토무
22년 전 사건에 관련있는 인물.

### 스태프
- 원작 - 요코세키 다이《K2 이케부쿠로서 형사 칸자키 · 쿠로키》 (고단샤문고）
- 각본 - 요시다 야스히로, 사츠키 아야
- 프로듀서 - 나카지마 케이스케, 시오무라 카오리
- 연출 - 야마무로 다이스케, 무라오 요시아키
- 제작 - TBS SPARKLE, TBS

### 방송일정
| 화                                                        | 방송일           | 부제     | 부제                                        | 연출              | 시청률 |
| --------------------------------------------------------- | ---------------- | -------- | ------------------------------------------- | ----------------- | ------ |
| 제1화                                                     | 2020년 9월 11일  | 한글제목 | 기적의 불협화음 콤비! 최강최악의 이복형제   | 야마무로 다이스케 | 11.2%  |
| 제1화                                                     | 2020년 9월 11일  | 원제목   | 奇跡の凹凸バディ! 最強最悪の異母兄弟        | 야마무로 다이스케 | 11.2%  |
| 제2화                                                     | 2020년 9월 18일  | 한글제목 | 형제콤비 바로 해체!? 성실한 동생의 대폭주!  | 야마무로 다이스케 | 8.6%   |
| 제2화                                                     | 2020년 9월 18일  | 원제목   | 兄弟バディ即解散!? マジメ弟の大暴走!        | 야마무로 다이스케 | 8.6%   |
| 제3화                                                     | 2020년 9월 25일  | 한글제목 | 춤추는 잠입대작전!? 동생이 믿은 가족의 인연 | 무라오 요시아키   | 8.8%   |
| 제3화                                                     | 2020년 9월 25일  | 원제목   | 踊る潜入大作戦⁉ 弟が信じた家族の絆          | 무라오 요시아키   | 8.8%   |
| 제4화                                                     | 2020년 10월 2일  | 한글제목 | 형제콤비의 대결단 모녀가 이어준 사랑의 형태 | 무라오 요시아키   | 9.0%   |
| 제4화                                                     | 2020년 10월 2일  | 원제목   | 兄弟バディの大決断 母娘が繋いだ愛の形       | 무라오 요시아키   | 9.0%   |
| 제5화                                                     | 2020년 10월 9일  | 한글제목 | 밝혀지는 동생의 비밀 시험받는 가족의 인연!  | 야마무로 다이스케 | 8.2%   |
| 제5화                                                     | 2020년 10월 9일  | 원제목   | 明かされる弟の秘密 試される家族の絆!        | 야마무로 다이스케 | 8.2%   |
| 최종화                                                    | 2020년 10월 16일 | 한글제목 | 콤비 최후의 결단! 형제애가 일으킨 기적      | 야마무로 다이스케 | 7.6%   |
| 최종화                                                    | 2020년 10월 16일 | 원제목   | バディ最後の決断! 兄弟愛が起こす奇跡        | 야마무로 다이스케 | 7.6%   |
| 평균시청률 8.9% (시청률은 간토 지방·비디오 리서치사 조사) |                  |          |                                             |                   |        |